# Comisión de Mercados y Valores de Chipre
La Comisión de Valores y Bolsa de Chipre (en inglés: Cyprus Securities and Exchange Commission; en griego: Επιτροπή Κεφαλαιαγοράς), más conocida como CySEC, es la agencia reguladora financiera de Chipre. Como Estado miembro de la Unión Europea, las regulaciones financieras y operaciones de CySEC cumplen con la ley europea de armonización financiera MiFID.
Un número significativo de brokers de forex minoristas extranjeros han obtenido registro de CySEC. Antes de 2018, CySEC era un regulador preferido por muchos corredores de opciones binarias.

## Historia
CySEC se fundó en 2001 como parte de la sección 5 de la Ley de Establecimiento y Responsabilidades de la Comisión de Valores y Bolsa de Chipre. Cuando Chipre se convirtió en miembro de la Unión Europea en 2004, CySEC pasó a formar parte de la regulación europea MiFID, permitiendo a las empresas registradas en Chipre acceder a todos los mercados europeos. Sin embargo, unirse a la UE y adoptar el Euro cambió significativamente el marco regulador financiero que CySEC supervisaba en lo que previamente se consideraba un paraíso fiscal.
El 4 de mayo de 2012, CySEC anunció un cambio de política respecto a la clasificación de las opciones binarias como instrumentos financieros, lo que requería que las plataformas de opciones binarias operando en Chipre fueran reguladas. Esto estableció a CySEC como el primer regulador financiero en reconocer y regular opciones binarias como instrumentos financieros.
Después de una prohibición temporal de opciones binarias en julio de 2018, CySEC emitió una prohibición permanente para ofrecer operaciones con opciones binarias a los comerciantes minoristas el 10 de julio de 2019.

## Responsabilidades
CySEC tiene las siguientes responsabilidades:
- Supervisar y controlar la operación de la Bolsa de Valores de Chipre y las transacciones realizadas en ella, las empresas que cotizan en bolsa, corredores y firmas de corretaje.
- Supervisar y controlar las Empresas de Servicios de Inversión, Fondos de Inversión Colectiva, asesores de inversión y empresas de gestión de fondos de inversión.
- Otorgar licencias de operación a empresas de inversión, incluidos asesores de inversión, firmas de corretaje y corredores.
- Imponer sanciones administrativas y disciplinarias a los corredores, firmas de corretaje, asesores de inversión y otras personas que entren en el marco legislativo del mercado de valores.[13]

## Estructura
CySEC está administrada por un Consejo de siete miembros, compuesto por el presidente y el vicepresidente, quienes trabajan a tiempo completo, y cinco miembros no ejecutivos. Los miembros del Consejo son nombrados por el Consejo de Ministros tras una propuesta del Ministro de Finanzas, y su mandato es de cinco años. Este mandato puede renovarse por otros cinco años.

## Regulación y procesamiento
CySEC ha experimentado un alto crecimiento en los registros y en la legislación pionera con respecto a servicios financieros específicos. Por lo tanto, los requisitos de supervisión y regulación para la organización están continuamente en proceso de ajuste. El proceso ha captado la atención de otros reguladores de la UE y casas de corretaje registradas por CySEC.

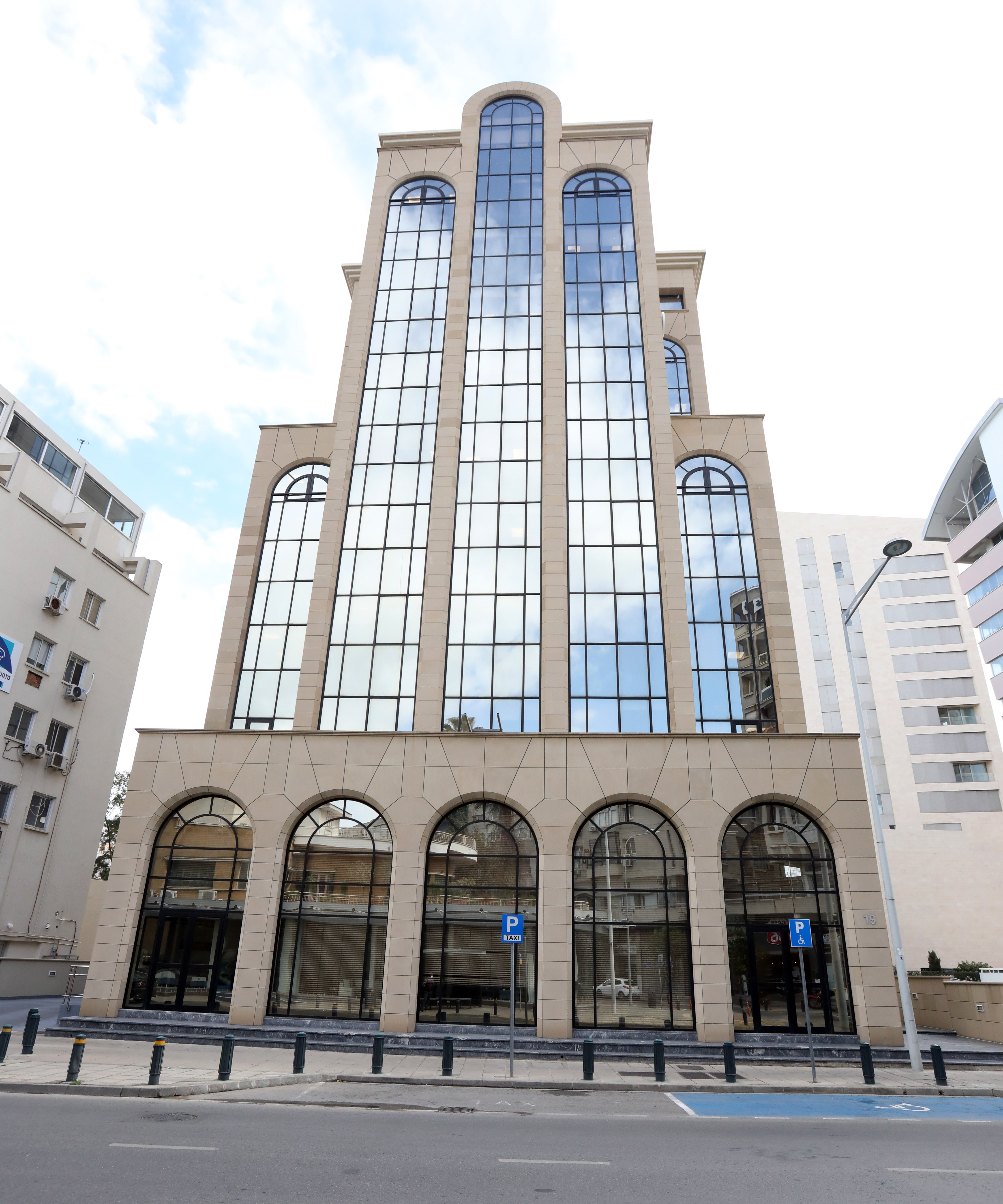
Edificio Ajax, sede de CySEC, 2024

### Desafíos regulatorios
Durante 2014 y 2015, CySEC recibió críticas de operadores y comentaristas de la industria, quienes alegaron que la organización requería mejor legislación para la regulación y supervisión de firmas de inversión de alto riesgo. Se sugirió que las multas impuestas por CySEC eran menores que las impuestas por otros organismos reguladores de la UE. La mayor parte de las críticas provinieron de corredores de opciones binarias específicos.

### Procesamiento
CySEC fue el primer regulador financiero que buscó regular las opciones binarias. Como tal, los corredores de opciones binarias, incluyendo algunos prominentes, están registrados (o intentando registrarse) en CySEC para poder operar legalmente dentro de la Eurozona o ser reconocidos internacionalmente. Algunos de ellos han solicitado procedimientos de procesamiento más rápidos.
Desde julio de 2018, CySEC ya no permite a las Empresas de Inversión Chipriotas participar en negocios de opciones binarias con clientes minoristas.

### Nuevas medidas
CySEC ha implementado cambios importantes tanto en los procesos de registro como en los de regulación de todas las entidades registradas. Los cambios incluyen mayor transparencia con respecto a las entidades listadas existentes, sanciones más duras, suspensiones de corredores y revocación de licencias. También se ha establecido una aprobación regulatoria estricta para cambios de nombre. En una circular de 2016, el regulador explica que "el nombre de las entidades reguladas, o el uso de palabras dentro de su nombre, debe reflejar las actividades que realizan, con el fin de no inducir a error a los inversores".
La organización también ha implementado una nueva estructura para mejorar el manejo de quejas de inversores.